# Ivan Kozlov
Ivan Ivanovitj Kozlov (ryska: Ива́н Ива́нович Козло́в), född 22 april (gamla stilen: 11 april) 1779 i Moskva, död 11 februari (gamla stilen: 30 januari) 1840 i Sankt Petersburg, var en rysk poet.
Kozlov var först militär, sedan civil tjänsteman. Ett slaganfall 1818 gjorde honom oförmögen till statstjänst, och tre år senare blev han fullständigt blind. Hänvisad till litterär verksamhet och begåvad med ett ofantligt minne (han kunde utantill Nya testamentet, George Gordon Byrons och Walter Scotts dikter samt stora delar av Dante Alighieri, William Shakespeare och Jean Racine), skrev han efter Byrons mönster de poetiska berättelserna Tjernets (Munken, 1824), Knjaginja Natalija Borisovna Dolgorukaja (1829) och Bezumnaja (Den tokiga, 1830). Utan större originalitet, var Kozlov en fint bildad och poetiskt kännande konstnärsnatur, som genom översättningar och efterbildningar – särskilt från engelskan – icke varit utan inflytande på den ryska vitterheten. Hans dikter utkom 1833 (fjärde upplagan 1892).